# Hrvatska na ZOI 2014.
Hrvatska je nastupila na XXII. Zimskim olimpijskim igrama 2014. u Sočiju u Rusiji. Predstavljalo ju je 11 sportaša u tri sporta.

## Medalje
| Medalja | Ime            | Sport           | Disciplina      |
| ------- | -------------- | --------------- | --------------- |
| Srebrna | Ivica Kostelić | Alpsko skijanje | Kombinacija (M) |

## Alpsko skijanje
Na temelju rang lista Međunarodne skijaške federacije, od 7. siječnja 2014., sportaši iz Hrvatske osigurali su ukupno osam učesničkih kvota:
- Muškarci - 6 kvota
- Žene - 2 kvote

## Skijaško trčanje
U skijaškom trčanju Hrvatsku su predstavljali Vedrana Malec i Edi Dadić.
Vedrana Malec u skijaškom trčanju bila je na 59. mjestu.

## Snowboarding
U snowboardingu Hrvatsku je predstavljala Morena Makar. Prvi puta u povijesti, Hrvatska je imala predstavnika u snowboardingu.